# Тверяков, Иван Степанович
Иван Степанович Тверяков — (8 [22] июня 1905, Лысково, Нижегородская губерния, Российская империя — 3 ноября 1980, Горький, СССР) — советский хозяйственный деятель, директор завода «Теплоход» с 1948 по 1957, заместитель начальника управления судостроительной промышленности Волго-Вятского совнархоза в 1957 году.

## Биография
Родился в семье крестьянина-кустаря Степана Ивановича Тверякова в селе Лысково 8 июня 1905 года по старому стилю. В 1916 году Лыскове был учеником слесаря на чугунолитейном заводе Тараканова. После революции с 1917 по 1923 год обучался в Лысковской профтехшколе. В 1923 году отправился на заработки в Нижний Новгород, где в 1924 году вступил в партию и проработал слесарем-разметчиком до 1925 года. Был направлен на Дальний Восток, где выполнял обязанности секретаря Ленинского райкома ВЛКСМ на станции Вяземск Уссурийской железной дороги с 1925 по 1927 год. Там он познакомился со своей будущей женой, Марией Алексеевной Кирюшкиной. В 1927—1929 служил в РККА, после демобилизации вернулся в Нижний Новгород, где поступил на работу слесарем-разметчиком на завод имени М. Воробьёва. 
С 1931 по 1937 обучался в Горьковском индустриальном институте, по окончании которого получил специальность инженера-механика и вернулся на завод имени Воробьёва, где получил должность мастера, а затем был повышен до начальника цеха и заместителя главного механика. В 1939 году перешёл работать начальником цеха на завод «Красная Этна», дослужился до начальника отдела, с 1944 по 1948 являлся заводским парторгом ЦК ВКП(б). За хорошую работу на посту директора завода и выполнение своевременных поставок военной техники на фронт Тверяков впоследствии был награждён орденом «Знак Почёта», медалями «За оборону Москвы», «За победу над Германией в Великой Отечественной войне 1941—1945 гг.» и «За доблестный труд в Великой Отечественной войне 1941—1945 гг.».
В 1948 году был назначен директором судостроительного завода «Теплоход» в городе Бор Горьковской области, на этой должности проработал вплоть до 1957 года. Подчинённые отзывались о нём как о яркой личности и сильном руководителе. Рабочие Тверякова уважали, несмотря на требовательность, называя «Иваном Грозным», запоминали и передавали друг другу его остроумные изречения, иногда задавали вопросы, которые ставили его в затруднение. Иван Тверяков был прост в общении, но если замечал халатность в выполнении работ, мог становиться грубым, за что его немного побаивались. В ответственные для производства моменты Тверяков задерживался на работе порой до часу ночи, и руководители цехов не могли отъезжать домой раньше него, после чего на следующий день начинали новую смену вовремя. Впрочем, к рабочим и специалистам он относился по-дружески, откликался на их просьбы, стремился к улучшению их условий жизни и труда. Перед уходом подчинённого в отпуск Тверяков приглашал его в свой кабинет, интересовался будущим отдыхом, после чего лично указывал главному бухгалтеру С. М. Судоплатову выдать уходящему в отпуск материальную помощь в размере должностного оклада. Тверяков организовал масштабное строительство новых цехов на заводе «Теплоход» и последующее освоение их производственных мощностей. Под его руководством завод стал ведущим предприятием Министерства речного флота и освоил выпуск сложной наукоёмкой техники — скалоуборочных земснарядов, плавучих кранов, в заводе были построены новые цеха — механический, стальцех, и выкопан затон под спуск на воду произведённой плавучей техники. Со времён директорства Тверякова на заводе «Теплоход» сложилось правило назначать на руководящие посты людей с высшим техническим образованием, оправдавшая себя на долгие годы. У Ивана Степановича Тверякова было в планах дальнейшее развитие завода. Вместе с главным конструктором Колчановым директор ездил в Ленинград на завод имени Кирова — договариваться на счёт прокатного цеха для выпуска кровельного железа.
Помимо производственной работы, Иван Тверяков обратил внимание на жилищное строительство и благоустройство. Для привлечения новых сотрудников на завод «Теплоход» по указанию Ивана Степановича Тверякова на Бору были построены два общежития для молодых специалистов и рабочих, посёлок завода «Теплоход» со всей инфраструктурой, организован пионерлагерь имени Макаренко для детей теплоходцев. Также Тверяков известен тем, что основал и построил на деньги завода Борский Дворец культуры, на тот момент единственный в городе. По его инициативе велено было приступить к закладке фундамента без оформления финансирования, поскольку министерство отказывалось выделять деньги на проект. Коллегия Министерства речного флота СССР во главе с Зосимой Шашковым объявила Тверякову за нарушение финансовой дисциплины строгий выговор, но в следующем году деньги всё же были выделены, и строительство ДК завершилось к 1959 году. Тверяков совместно со секретарём парткома Е. Н. Запеваловым занимался и благоустройством территории завода, во время нахождения Тверякова на посту директора были установлены вазы с цветами, скульптуры спортивной тематики, посажена вишнёвая аллея.
Тверяков организовал футбольную команду завода «Теплоход» — «Водник», за которую впоследствии болел, по этой причине он проявил инициативу в строительстве одноимённого стадиона. В 1955 году под его руководством «Водник» стал чемпионом области по футболу. Матчи с участием команды имели большой успех, на них собиралось почти всё население города Бор.
В 1957 году Иван Степанович Тверяков ушёл с поста директора завода «Теплоход», будучи утверждённым в качестве заместителя начальника управления судостроительной промышленности Волго-Вятского совнархоза. Причиной перехода на новую должность послужило проживание Тверякова в Горьком, ему было трудно добираться до места работы на Бору, особенно в период половодья. После ликвидации совнархозов занимал пост управляющего областной конторой «Вторчермет» в 1958 году, впоследствии перешёл на работу в объединение «Гидромаш» в качестве главного механика.

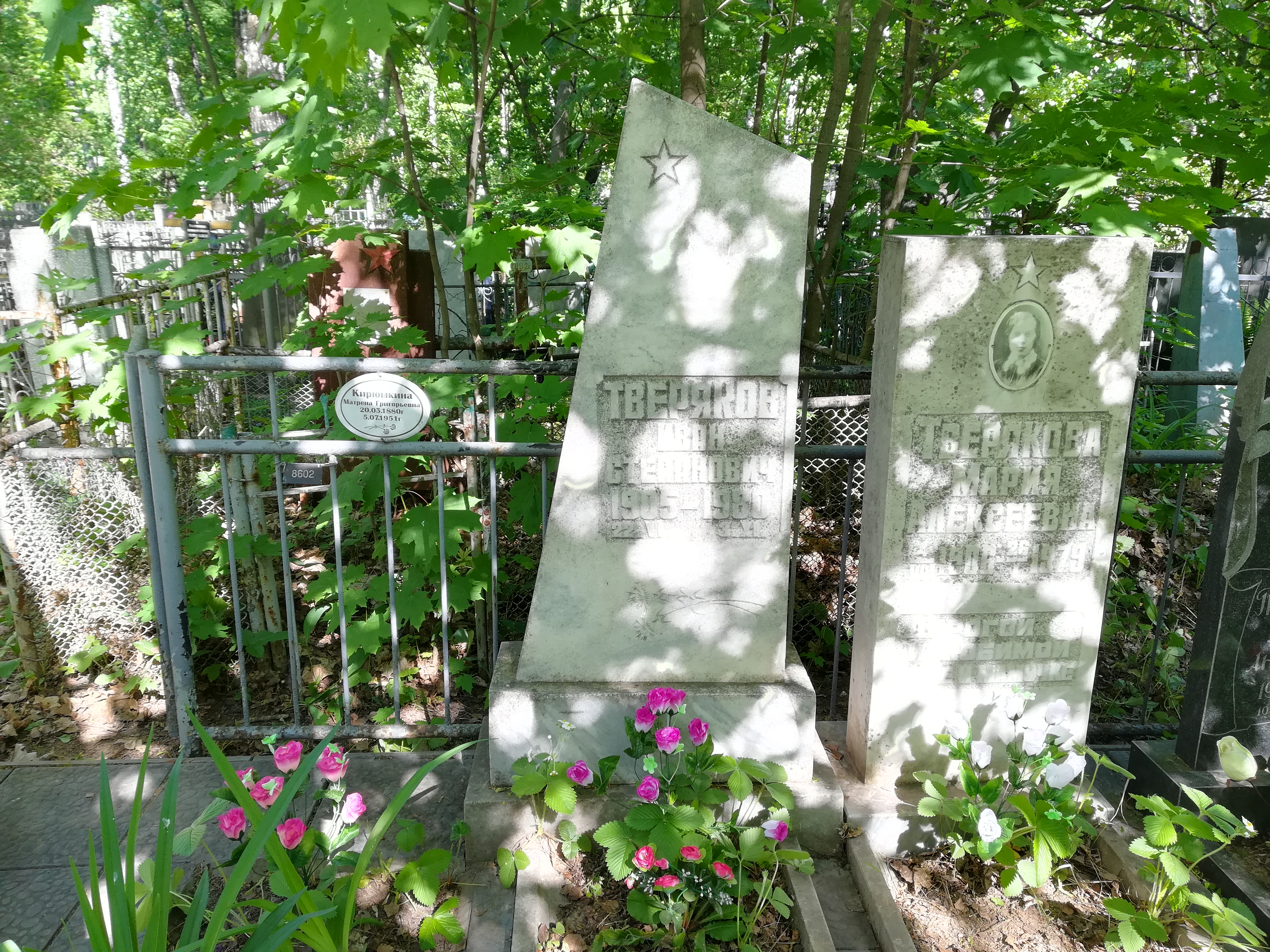
Могила Ивана Степановича Тверякова и его жены, Марии Алексеевны

Скончался 3 ноября 1980 года. Вместе со своей женой Марией Алексеевной Тверяковой похоронен на Бугровском кладбище.